# Bespin
Ne doit pas être confondu avec Bespin, un village en Turquie.
Astre fictif apparaissant dans
Star Wars.
Bespin est une planète géante gazeuse de l’univers de fiction Star Wars. Située dans la Bordure extérieure, cette planète orbite autour de l'étoile homonyme. Elle est notamment célèbre pour être le lieu du premier affrontement entre Luke Skywalker et son père Dark Vador.
Malgré son hostilité naturelle, elle est habitée par des humains et des ugnaughts qui vivent dans la Cité des Nuages, une ville flottante. Ils y exploitent principalement un gaz présent dans l'atmosphère de la planète.
Elle est créée en 1980 pour le film L'Empire contre-attaque ; la plupart des scènes ont été tournées dans les studios d'Elstree.
En plus des films L'Empire contre-attaque, Le Retour du Jedi et L'Ascension de Skywalker, Bespin est représentée dans les mises en roman des films dans lesquelles elle apparaît, ainsi que dans plusieurs romans, jeux vidéo et bandes dessinées.

## Contexte
L'univers de Star Wars se déroule dans une galaxie qui est le théâtre d'affrontements entre les Chevaliers Jedi et les Seigneurs noirs des Sith, personnes sensibles à la Force, un champ énergétique mystérieux leur procurant des pouvoirs psychiques. Les Jedi maîtrisent le Côté lumineux de la Force, pouvoir bénéfique et défensif, pour maintenir la paix dans la galaxie. Les Sith utilisent le Côté obscur, pouvoir nuisible et destructeur, pour leurs usages personnels et pour dominer la galaxie.

## Géographie

### Situation spatiale

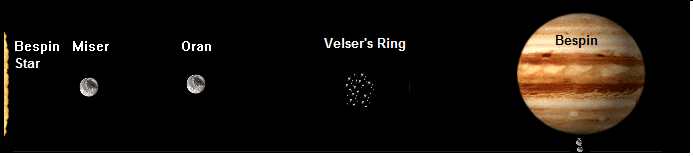
Le système planétaire de Bespin.

Orbitant autour d'une étoile éponyme, Bespin est l'une des trois planètes du système qui porte aussi son nom. Deux lunes orbitent autour de la planète. Elle se situe au niveau du corridor d'Ison qui la relie aux systèmes d'Anoat et de Hoth. Le système de Bespin est compris dans le secteur Anoat, lui-même situé dans la Bordure extérieure.

### Topographie
Bespin est l'une des rares  géantes gazeuses habitées de la Galaxie. Cela s'explique par le fait que son atmosphère est riche en gaz Tibanna, utilisé pour des technologies comme l'hyperdrive ou les blasters,,.

### Formes de vie
Des beldons habitent Bespin. Ils flottent et ressemblent à des méduses. Ils excrètent du gaz Tibanna, ce qui en fait des créatures tellement importantes pour l'économie de Bespin que des lois interdisent de les chasser. Par ailleurs, du plancton et des algues microscopiques flottent dans l'atmosphère de la planète.

### Cité des Nuages
La principale installation présente sur la planète est la Cité des Nuages, une ville flottant à cinquante-neuf-mille kilomètres au-dessus du noyau de la planète, dans la « Zone de vie », où la composition de l'atmosphère, la température et la gravité permettent de vivre. Cette ville de seize kilomètres et deux-cents mètres de diamètre sert de complexe hôtelier de luxe, mais surtout d'exploitation minière. En effet, le gaz Tibanna, utilisé pour des technologies comme l'hyperdrive ou les blasters, est riche à Bespin,.
La Cité des Nuages est construite en 392 niveaux, dont les cinquante niveaux de luxe, et les plus bas pour l'exploitation du gaz Tibanna. Des casinos sont présents, notamment Yarith Bespin et Paire 2'Dés. La ville est tenue dans les airs par 36 000 moteurs antigravitiques,.
Le palais de l'administrateur sert d'habitation au dirigeant de la planète. Il s'agit d'un lieu particulièrement luxueux. En parallèle se trouve la chambre de congélation au carbone. Celle-ci est notamment utilisée par le maléfique Dark Vador.

### Autres villes
La deuxième plus grande ville de Bespin est Tibannopolis. Elle est en concurrence avec la Cité des Nuages, mais finit par être abandonnée pendant la guerre des clones, à cause d'un manque de production et d'exportation.
Une autre ville flottante, Ugnograd, est consacrée aux ugnaughts. Ils y passent leur retraite après avoir travaillé dans la Cité des Nuages. Ugnograd se situe un kilomètre sous la Cité des Nuages, ce qui la rend facilement accessible à ces habitants.

## Univers officiel

### Avant les affrontements entre rebelles et impériaux
Lord Ecclessis Figg passe un accord avec les trois tribus ugnaughts ; celles-ci l'ont aidé à construire la Cité des Nuages en échange de leur liberté. Il leur propose de les laisser s'occuper de la ville flottante s'ils lui fournissent une part des bénéfices de l'exploitation minière,.
L'Empire galactique fait de Bespin un monde essentiel pour sa flotte, comme principal fournisseur de gaz Tibanna. Bespin sert aussi de principal lieu de stockage de bacta, une substance curative utile pour soigner les soldats.

### Incidents suivant la bataille de Hoth

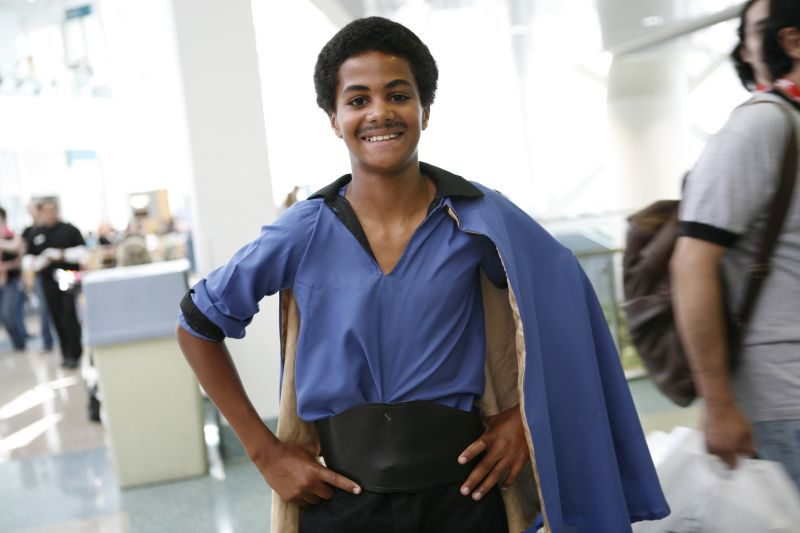
Cosplay de Lando Calrissian.

Lando Calrissian est baron administrateur lorsque des forces de l'Empire galactique arrivent à Bespin. Le Sith Dark Vador est informé de la présence de Han Solo par le chasseur de primes Boba Fett. Dark Vador souhaite capturer Han pour s'en servir comme appât pour attirer Luke Skywalker. Boba Fett quant à lui cherche à capturer Han pour le compte de Jabba le hutt afin d'en obtenir une prime conséquente. Une fois sur Bespin, Vador oblige Lando à piéger Han s'il veut que la Cité des Nuages reste indépendante de l'Empire. Après son arrivée dans la Cité des Nuages, Han est plongé dans la carbonite sous ordre de Vador. Toutefois, Lando se rend compte que, dans tous les cas, Bespin ne serait pas libérée de l'Empire. Lando décide donc de sauver les rebelles avec Han. De son côté, Dark Vador échoue à rallier son fils. Après un duel, Luke se voit secouru par ses amis rebelles. Lando choisit de suivre les rebelles et de quitter la planète avec eux. Lando et les rebelles font ainsi le choix d'abandonner Bespin aux mains de l'Empire,,,.
En représailles de l'opposition rebelle apparue à Bespin, l'Empire capture notamment le cyborg Lobot, l'un des principaux partisans de Lando. Ce prisonnier est sauvé par Lando. Lobot devient un allié de poids de la résistance rebelle à Bespin.
Les rebelles reviennent peu après à Bespin pour différentes raisons. Luke Skywalker cherche son sabre laser perdu lors du duel contre son père. Leia Organa cherche à découvrir comment sauver Han Solo de la carbonisation qu'il a subi. Lando Calrissian veut récupérer son titre de dirigeant de la Cité des Nuages.
L'Empereur Palpatine récupère quant à lui mystérieusement la main que Luke Skywalker a perdu lors de son duel contre Dark Vador et l'amène à Exegol.
Luke Skywalker a perdu son sabre laser durant son duel contre Dark Vador lors de sa première visite dans la Cité des Nuages. Ce sabre laser est trouvé par un ugnaught qui travaille dans la décharge de la Cité des Nuages. Le ugnaught récupère le sabre,.

### Après la bataille d'Endor
Après la bataille d'Endor et la mort de l'empereur, le gouverneur impérial Adelhard tente de maintenir le contrôle du secteur Anoat, dont Bespin fait partie. Il organise efficacement les Vestiges de l'Empire sous ses ordres et fait croire à la population que Palpatine n'est pas mort.
Lobot est encore dans la Cité des Nuages et sert de relais à l'Alliance rebelle. Les forces rebelles lui transmettent des informations permettant de contrer la propagande impériale. La population commence à se soulever contre l'autorité impériale. Lando aide financièrement la lutte de Lobot et embauche des pirates afin d'accélérer la défaite impériale à Bespin.
Le blocus impérial sur la Cité des Nuages finit par tomber. Les forces impériales se retrouvent piégées dans le casino de la Cité des Nuages. Lando leur propose donc non seulement une amnistie mais aussi de les héberger, en échange de leur reddition. Tous les impériaux à l'exception d'un sergent acceptent l'accord, et la présence des Vestiges de l'Empire à Bespin cesse ainsi. Lando récupère donc son titre de dirigeant de la Cité des Nuages. 
Plus tard, la fille de Lando est enlevée par le Premier Ordre dans le cadre du Projet Résurrection. Lando quitte alors Bespin pour chercher sa fille. Ayant échoué, il finit par s'installer à Pasaana pour y vivre en ermite sans revenir à Bespin.
En 35 ap. BY, Bespin est occupée par les forces du Premier Ordre. Elle est libérée, cette fois à l'aide de la Résistance.

## Univers Légendes
À la suite du rachat de la société Lucasfilm par The Walt Disney Company, tous les éléments racontés dans les produits dérivés datant d'avant le 26 avril 2014 ont été déclarés comme étant en dehors du canon et ont alors été regroupés sous l’appellation « Star Wars Légendes ».

### Fondation de la Cité des Nuages
Une première exploitation de gaz Tibanna est développée du temps de l'Ancienne République. Pendant les guerres mandaloriennes, un groupe de Mandaloriens découvre Bespin et détruit l'installation.
Quelques années plus tard, Lord Ecclessis amorce l'exploitation de Bespin par la construction de la Cité des Nuages. Il achète des ugnaughts, une espèce de la planète Gentes réduite en esclavage. Il leur propose de les libérer s'ils construisent la ville. Les ugnaughts continuent ensuite pour la plupart à travailler à Bespin.
Ecclessis doit toutefois éviter d'attirer l'attention de la Guilde minière sur son exploitation profitable de gaz Tibanna à Bespin. Il décide alors d'en faire une destination touristique et un complexe hôtelier de luxe pour cacher l'exploitation. Finalement, le tourisme devient une activité très lucrative pour la Cité des Nuages.

### Guerre civile galactique
Le contrebandier Lando Calrissian devient baron administrateur de la Cité des Nuages et renforce efficacement Bespin. Il améliore la productivité, remplace les casinos par des hôtels de luxe. Dans le même temps, il cherche à éviter les contacts avec l'Empire galactique. Toutefois, quand Boba Fett et Dark Vador découvrent que des rebelles s'apprêtent à se réfugier à la Cité des Nuages, Calrissian doit obéir aux impériaux avant de quitter la planète avec ces rebelles.
Sous la Nouvelle République, Lando Calrissian n'est plus baron administrateur de la Cité des Nuages. Désormais, des ugnaughts dirigent l'installation, comme Calrissian l'avait promis alors qu'il administrait Bespin. En parallèle, des rescapés de la planète détruite par l'empire Alderaan s'installent à Bespin.

## Concept et création

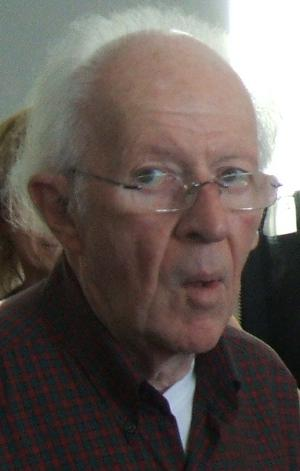
Ralph McQuarrie, à l'origine de l'apparence visuelle de la Cité des Nuages.

Le concept de la Cité des Nuages est basé sur une idée des premiers scripts de George Lucas, dans lesquels une ville flottante se situe à Alderaan. Le dessinateur Ralph McQuarrie a d'abord représenté comme prévu la ville pour Un nouvel espoir, mais cette ville n'apparaît finalement pas dans Un nouvel espoir. McQuarrie a réutilisé le concept pour proposer la Cité des Nuages dans L'Empire contre-attaque,.
Les concept arts de McQuarrie pour Un nouvel espoir représentent ce qui est censé être la capitale impériale. La Cité des Nuages dessinée par McQuarrie pour Un nouvel espoir possède quelques différences avec la version finale visible dans L'Empire contre-attaque. Les principales caractéristiques propres à cette première version sont la forme de dôme plus prononcée, les étages plus identifiables depuis l'extérieur et les nuages gris autour de la ville flottante.
L'apparence de cette première Cité des Nuages inspire par la suite celle de l'Étoile de la mort. En effet, celle-ci remplit dans Un nouvel espoir le rôle initialement prévu pour la ville flottante d'Alderaan. Les dessins de McQuarrie qui représentent le hangar de la Cité des Nuages servent quant à eux pour le début du film La Menace fantôme. Cette première représentation de la Cité des Nuages influence ainsi l'apparence de plusieurs lieux de la saga, en plus de Bespin de L'Empire contre-attaque.
La Cité des Nuages semble inspirée de la Cité cachée de la série télévisée Buck Rogers. Toutes deux occupent un rôle de refuge unique. Dans le cas de la Cité des Nuages, l'originalité de la création de George Lucas réside dans le fait que la ville s'avère déjà sous le contrôle de l'ennemi à l'arrivée des protagonistes. D'autres éléments, comme le fait qu'Han Solo est piégé dans la carbonite et figé pour une certaine durée, évoquent dans Star Wars l'intrigue de Buck Rogers.
Les scènes pour Bespin n'ont pas été tournées en milieu réel, contrairement à plusieurs environnements de la saga. Les plans se déroulant dans la Cité des Nuages sont tournés sur des plateaux des studios Elstree.
Pour l'apparition de la Cité des Nuages dans L'Ascension de Skywalker, la production s'appuie sur une illustration préparatoire réalisée par James Clyne. Celle-ci représente la Cité des Nuages et un destroyer stellaire, mais la scène finale présente dans le film comporte aussi des vaisseaux de la Résistance. Selon Clyne, la conception de ce plan de Bespin s'est faite en un jour, du fait de la pression durant cette partie de la production du film.

## Adaptations

### Jeux vidéo
Bespin figure dans le jeu de 1992 The Empire Strikes Back, servant de terrain à la première apparition majeure du personnage de Boba Fett, qui est un boss à affronter dans ce jeu.
La Cité des Nuages est, dans le jeu de 2002 Jedi Knight II: Jedi Outcast, le terrain de trois niveaux : Bespin Undercity, Bespin Streets et Bespin Platform.
Cette planète apparaît en outre notamment dans la série de jeux vidéo Star Wars: Battlefront. Ainsi, elle fait partie des planètes dans lesquelles le joueur peut s'aventurer dans Star Wars: Battlefront de 2004,.
Bespin fait partie des lieux explorables dans le jeu de 2006 Star Wars: Empire at War. La conquête de ce territoire permet alors une production de crédits plus élevée.
Elle est ajoutée dans le deuxième contenu téléchargeable additionnel payant de Star Wars: Battlefront de 2015. Le contenu en question sort le 21 juin 2016. Il inclut notamment les personnages de Lando Calrissian et de Dengar, la voiture des nuages, le mode de combat Sabotage. Il comporte en outre les cartes La cité des nuages, Chambre de congélation carbonite, Laboratoires bioniip et Palais de l'administrateur, en terrestre, ainsi que Bespin, pour les combats en vaisseau,,.
Dans la suite du jeu, Star Wars: Battlefront II de 2017, Bespin est ajoutée en mars 2018. Toutefois, du fait de la topographie particulière de Bespin, le joueur ne peut s'y aventurer que dans certains modes, pas tous. Bespin est alors le principal ajout de la mise à jour proposée par EA,,.

### Figurines
Lego produit des boîtes représentant des scènes qui se déroulent à Bespin, représentant majoritairement des scènes observées dans Star Wars, épisode V : L'Empire contre-attaque.
Le Slave I, vaisseau de Boba Fett, est par exemple adapté en figurine à partir de 2000 avec le set numéro 7144 « Slave I », avec notamment une figurine d'Han Solo prisonnier de la carbonite. Respectivement en 2004 et en 2006, le numéro 6964 « Boba Fett's Salve I » et le numéro 6209 « Slave I » sont mis en vente,. En 2010, le numéro 8097 « Slave I » est mis en vente, incluant des figurines des personnages Boba Fett, Bossk et Han Solo.
Par ailleurs, il existe depuis 2002 aussi un boîte sous le numéro 7119 « Twin Pod Cloud Car ». Elle comprend une Cloud Car et une figurine de pilote. Dès 2003, le numéro 10123 « Cloud City » est commercialisé, comportant une vue en coupe de lieux emblématiques de la séquence sur la Cité des Nuages, avec des figurines représentant Luke Skywalker, Dark Vador, Leia Organa, un stormtrooper, Han Solo, Boba Fett et Lando Calrissian. En 2016 est mis en vente le set au numéro 75137 « Carbon Freezing Chamber ». Il s'agit d'une représentation de la salle de congélation avec des figurines de Boba Fett, de Han Solo et d'un ugnaught.
En 2022, Hasbro annonce deux figurines de gardes de Bespin pour The Vintage Collection,,,.

### Séries télévisées
À la suite du rachat de la société Lucasfilm par The Walt Disney Company, des médias, principalement des séries télévisées, ont proposé des histoires dans Star Wars dans lesquelles de nombreux éléments, dont les protagonistes, sont représentés sous la forme de figurines Lego. Les événements racontés dans ces produits dérivés se situent en dehors du canon et en dehors du Légendes,. Ainsi, Bespin apparaît dans la série Les Aventures des Freemaker.
En pleine guerre civile galactique, les Freemaker se rendent à Bespin. Ils cherchent alors un trésor, qu'ils pensent être un cristal kyber, dans la Cité des Nuages et accèdent à l'installation en feignant venir réparer un élément de la structure. Alors le chasseur de primes Dengar, envoyé par Graballa le hutt contre les Freemaker, arrive aussi dans la Cité des Nuages. Ensuite, Naare, missionnée quant à elle par Dark Sidious et Dark Vador tout en cachant son identité d'agent de l'Empire galactique, se rend aussi à Bespin. Finalement, les Freemaker découvrent que le trésor qu'ils poursuivent n'est autre que la cape de Lando Calrissian, qui plus tôt essayait d'engager quelqu'un pour la lui retrouver.

## Accueil
Le site Internet Screen Rant considère dans un classement que la Cité des Nuages est le meilleur lieu qui apparaisse dans L'Empire contre-attaque. L'article évoque notamment le palais de l'administrateur Lando Calrissian et la chambre de congélation au carbone dans laquelle Dark Vador affronte Luke Skywalker. Il affirme alors qu'il s'agit d'une salle dans laquelle certaines des meilleures scènes de la saga se déroulent. 
Dans un classement des planètes de Star Wars, sur le même site, Bespin obtient la deuxième place derrière Tatooine. Il y est expliqué que la Cité des Nuages est le seul lieu très urbanisé visible dans la trilogie originale, que la palette de teintes visibles lors du coucher de soleil y est impressionnante et que Bespin est le décor du « meilleur troisième acte de l'histoire du cinéma »,.
Le site Internet Vulture attribue à Bespin la cinquième position dans son classement des astres de la saga Star Wars les plus attrayants et les plus intéressants pour y vivre. Il signale la particularité de la situation instable de ville flottante, mais fournit en parallèle comme avantages les lieux luxueux de la Cité des Nuages et la vue donnée.

## Analyse

### Analyse littéraire
Bespin semble posséder, comme plusieurs paysages de la saga, une symbolique. Dans L'Empire contre-attaque, ce lieu représente les tentations qui empêchent Luke Skywalker de mener totalement à bien son enseignement de Jedi. En effet, une sorte d'hybris mêlé à la volonté d'aider ses amis amène Luke à se rendre sur Bespin. En outre, le seul lieu vivable de Bespin est une installation intégralement technologique, rapprochable à l'antagoniste Dark Vador. De plus, si Luke pensait venir secourir ses amis à Bespin, il est ironiquement sauvé d'un danger de mort par ses amis. Cet ironique renversement des rôles met en évidence le fait que Luke n'est amené à se rendre à Bespin que pour tomber dans un piège après avoir succombé à ses propres tentations. Le héros ressort alors de Bespin sanctionné pour son erreur, et cette expiation se manifeste sous la forme des séquelles physiques (main coupée) et mentales (découverte de son identité),,,.

### Analyse scientifique
Comme de nombreux cas de planètes de Star Wars, Bespin présente des caractéristiques que certains scientifiques analysent en cherchant à savoir lesquelles sont réalistes et lesquelles ont des caractéristiques qui relèvent purement de la fiction.

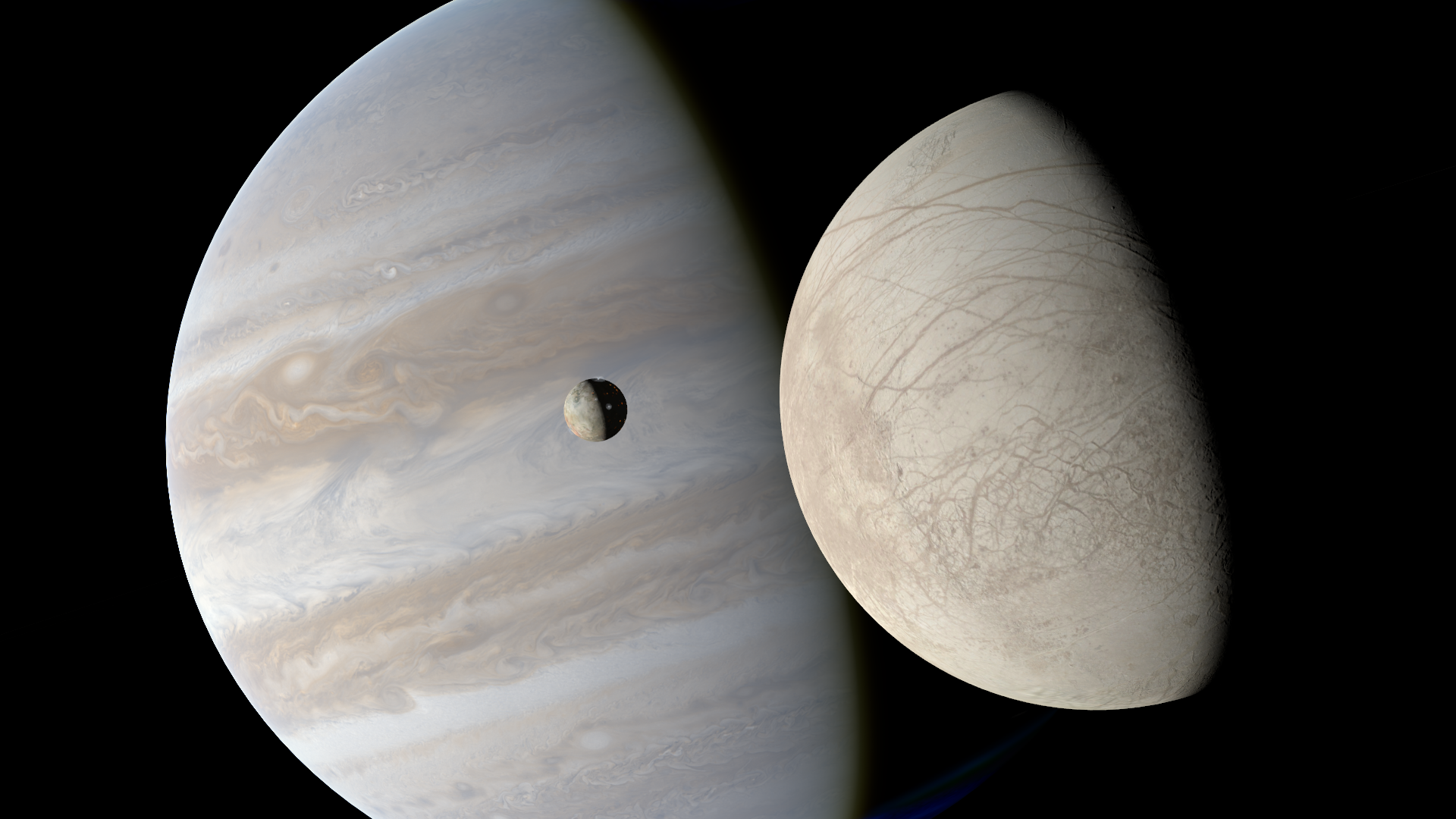
Io et Europe, satellites de Jupiter.

#### Distance entre la planète et son étoile
Bespin peut se situer au même emplacement qu'une planète comme Jupiter, mais aussi très près de son étoile ou encore dans la zone habitable de son système. Les avis à ce sujet divergent.
Bespin pourrait être un Jupiter chaud, c'est-à-dire une géante gazeuse proche de son étoile et tournant à l'opposé du sens de rotation de l'étoile. Dans ce cas, le fait que l'atmosphère de la planète s'échappe vers l'espace faciliterait l'exploitation du gaz Tibanna par la Cité des Nuages,.
L'hypothèse du Jupiter chaud n'est pas forcément envisageable pour Bespin parce que les températures seraient trop élevées pour permettre l'existence de la Cité des Nuages. En effet, un Jupiter chaud comme WASP-76 b ressemble plutôt à une sorte de croisement entre Bespin et Mustafar,.
L'autre option est que Bespin se situe à une distance de son étoile qui permette l'existence d'une zone à climat tempéré dans l'atmosphère de la planète. Cela signifie que la distance entre Bespin et son étoile doit être plus grande que celle qui sépare le Soleil de la Terre. En 2015, une quinzaine de géantes gazeuses dans cette situation a déjà été découverte.

#### Atmosphère de la planète
Le gaz Tibanna exploité à Bespin en représente la principale activité économique, mais il se peut aussi que ses satellites naturels contiennent des ressources exploitables s'ils ressemblent à ceux de Jupiter ou de Saturne dans la réalité. La NASA envisage par ailleurs la possibilité de l'exploitation de gaz dans l'atmosphère d'une géante gazeuse,.
Il existe aussi plusieurs défis à surmonter pour concevoir une Cité des Nuages : la pression de l'air, la température, les besoins en dioxygène, le fonctionnement constant des répulseurs qui empêchent l'installation de s'écraser. Par ailleurs, ce concept de ville flottante est rapproché de Laputa des Voyages de Gulliver de Jonathan Swift. La technologie des répulseurs, récurrente dans Star Wars, n'existe pas dans la réalité toutefois, mais l'aptitude de la Cité des Nuages à flotter s'explique plutôt par une vitesse assez élevée pour permettre une trajectoire en orbite autour de Bespin, comme l'ISS autour de la Terre. Cette solution n'inclurait pas cependant une gravité artificielle,.
Bespin étant une géante gazeuse, son atmosphère doit en présenter les caractéristiques. Ainsi, la pression au niveau du noyau de la planète est très élevée. Cela explique pourquoi la Cité des Nuages se situe à une distance de 59 000 km de celui-ci, la pression étant plus faible en altitude élevée. En revanche, la température à cette altitude ne permet pas réellement d'accueillir la vie. 
En effet, aucun signe de zone habitable dans l'atmosphère d'une quelconque exoplanète du type géante gazeuse connue n'a pu être mis au jour. Même une planète de composition globale probablement similaire à celle que pourrait avoir Bespin, par exemple HIP 11915 b, ne semble pas comporter une zone habitable dans son atmosphère,.
Un autre problème dans l'atmosphère d'une géante gazeuse est qu'elle est composée essentiellement d'hydrogène et d'hélium, des gaz irrespirables. Il faudrait donc que l'air de la Cité des Nuages soit séparé de l'atmosphère de la planète pour maintenir une composition correspondant à l'air que l'on respire, c'est-à-dire essentiellement du diazote et du dioxygène.

### Analyse économique
D'un point de vue économique, Bespin semble encore témoigner d'un manque d'éléments réalistes. En effet, la partie de L'Empire contre-attaque qui se déroule sur Bespin souhaite présenter la situation économique de la Cité des Nuages comme un simple prétexte à but scénaristique. Ainsi, le film ne donne pas de détails sur les partenaires commerciaux de Bespin, indépendante de l'Empire galactique. L'économie de la Galaxie n'est pas particulièrement développée dans les films, et seules des éléments imprécis y sont fournis, ce qui ne permet pas d'identifier une économie galactique aux caractéristiques vraisemblables. En outre, l'invasion de Bespin décidée par Dark Vador ne paraît pas correspondre à un choix politique qui prend en compte l'économie du territoire impérial, puisqu'elle perturbe le fonctionnement de l'une des principales exploitations minières de la Galaxie,.

## Postérité

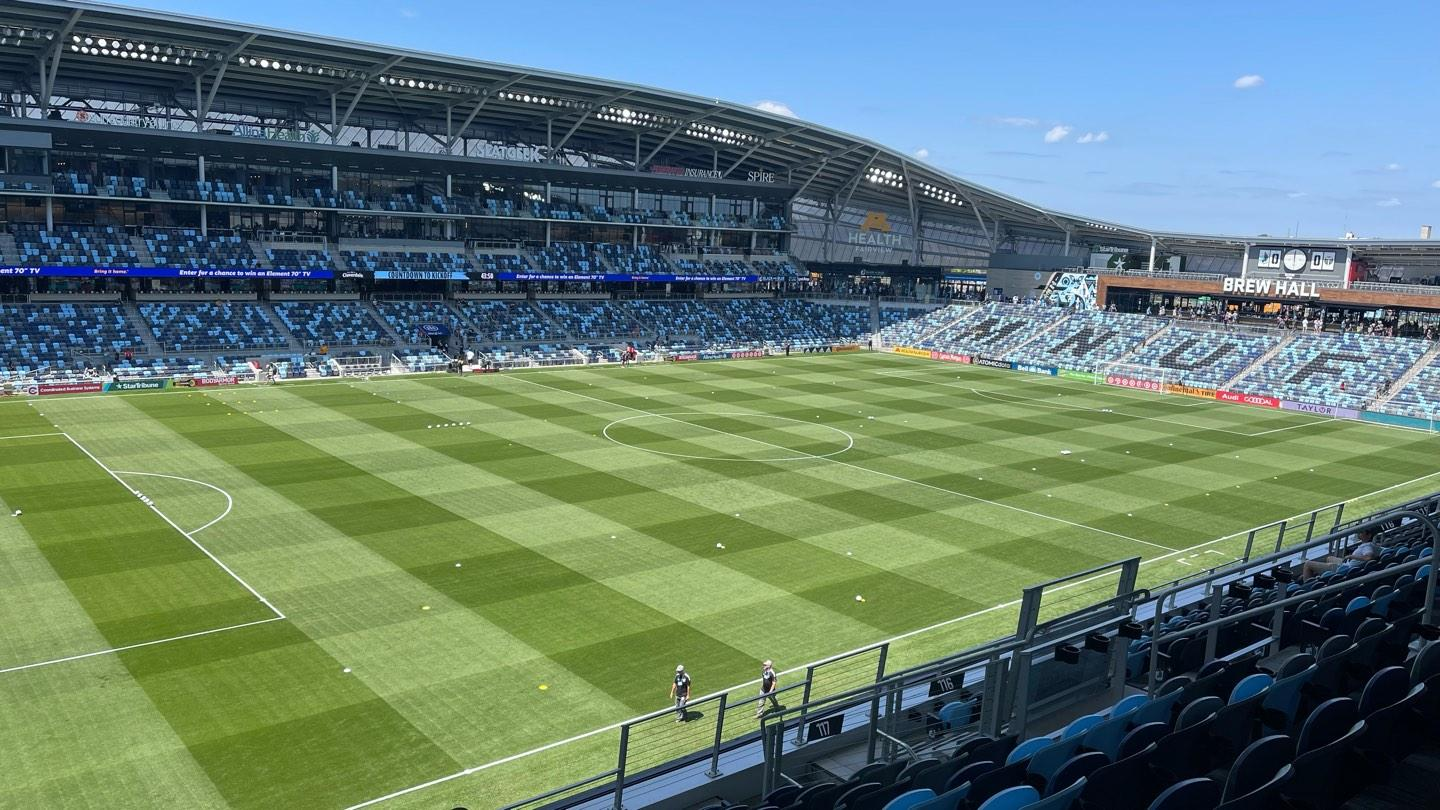
Le stade Allianz Field, surnommé Cloud City.

Le stade de football Allianz Field à Saint Paul dans le Minnesota est surnommé Cloud City, la Cité des Nuages en français, du fait de sa forme, qui évoque la ville fictive de Bespin.
En 2008, le chercheur de la NASA Geoffrey Landis propose l'installation d'une vraie Cité des Nuages sur Vénus. Le projet est envisagé sous le nom « High Altitude Venus Operational Concept » et envisage de reposer sur le fait que l'air est moins dense que le dioxyde de carbone, principale composante de l'atmosphère de Vénus. Environ 50 km au-dessus de la surface de Vénus, la température et la pression sont convenables pour y vivre avec de l'équipement de respiration,,,.